# A Grace klinika epizódjainak listája (13. évadtól)
Az itt látható epizódlista A Grace klinika című amerikai televíziós sorozat epizódjait tartalmazza a 13. évadtól kezdődően.

## Előző évadok
A sorozat első 12 évadának epizódjait A Grace klinika epizódjainak listája (1–12. évad) szócikk tartalmazza.

## 13. évad (2016-2017)
| Sor. | Év. | Cím                                                        | Rendező               | Író                     | Premier                                   | Nézettség   |
| --- | --- | ---------------------------------------------------------- | --------------------- | ----------------------- | ----------------------------------------- | ----------- |
| 270. | 1.  | Mégse (Undo)                                               | Debbie Allen          | William Harper          | 2016. szeptember 22. 2020. szeptember 30. | 8,75 millió |
| DeLuca súlyos sérülésekkel kórházba kerül, úgy néz ki, a sebész karrierjének vége. Alex próbál segíteni a férfinek, de amikor magához tér, ellöki magától Karevet. Webber segít Jo-nak, aki az előző este eseményei után sokkos állapotban van.                                                                   |     |                                                            |                       |                         |                                           |             |
| 271. | 2.  | Katasztrófa és gyógymód (Catastrophe and the Cure)         | Kevin McKidd          | Karin Gist              | 2016. szeptember 29. 2020. október 7.     | 8,41 millió |
| DeLuca visszatér a kórházba, Meredith pedig megpróbál vele beszélni, hogy ejtse a vádakat Karev ellen. Bailey új "szemet és fület" keres magának, aki minden fejleményről tájékoztatja őt, ami a kórházban történik. Nagy meglepetésére dr. Webber igen jó ebben a szerepben.                                     |     |                                                            |                       |                         |                                           |             |
| 272. | 3.  | Nem vagyunk csodatévők (I Ain't No Miracle Worker)         | Rob Corn              | Andy Reaser             | 2016. október 6. 2020. október 14.        | 8,08 millió |
| Temetésre tartó kocsiba ütközik egy autó, mint kiderül, a nő, aki vezette az autót egy régen látott rokon, az elhunyt lánya. A gyászoló család nem fogadja kitörő örömmel a nőt, aki mint kiderül, várandós. Riggs, Meredith kérésére beszél Maggievel, aki mióta elhívta a férfit randevúra, rosszul érzi magát. |     |                                                            |                       |                         |                                           |             |
| 273. | 4.  | Lassú zuhanás (Falling Slowly)                             | Victoria Mahoney      | Jen Klein               | 2016. október 13. 2020. október 21.       | 7,80 millió |
| April már nagyon visszatérne dolgozni, de még nem teheti meg, viszont minden idejét bent tölti a kórházban kislányával. Karev még a klinikán is folyamatosan balhékba keveredik, nehezen dolgozza fel, hogy már csak klinikai orvosként dolgozhat és nem sebészként.                                              |     |                                                            |                       |                         |                                           |             |
| 274. | 5.  | Jó és rossz hírek (Both Sides Now)                         | Chandra Wilson        | Mark Driscoll           | 2016. október 20. 2020. október 28.       | 8,17 millió |
| Bailey és Grey betegei májtranszplantációra várnak, viszont úgy néz ki Meredith páciense nem kap májat. Edwards a neuró és a szívsebészet között ugrál, mindkét helyről jobbnál jobb eseteket figyelhet meg és mosakodhat be műtétekhez. Ez nem mindenkinek nyeri el a tetszését.                                 |     |                                                            |                       |                         |                                           |             |
| 275. | 6.  | Szupererő (Roar)                                           | Nicole Rubio          | Elizabeth J.B. Klaviter | 2016. október 27. 2020. november 4.       | 8,17 millió |
| Karev összetalálkozik egy terhes nővel, akinek láthatóan semmi baja nincsen, de a férfi gyanakszik, hogy valami baj lehet a kismamával. Baileynek döntenie kell, továbbra is megengedő lesz Karevvel vagy nem ad több esélyt neki és kirúgja a kórházból.                                                         |     |                                                            |                       |                         |                                           |             |
| 276. | 7.  | A változás szele (Why Try To Change Me Now)                | Jeannot Szwarc        | Austin Guzman           | 2016. november 3. 2020. november 11.      | 7,60 millió |
| Webber zokon veszi, amikor Bailey új sebészt hív a klinikára, akinek célja, hogy átreformálja a rezidensképzést. Utóbbiak rendkívül örülnek a doktornő érkezésének, viszont a szakorvosok rossz szemmel nézik az újoncot.                                                                                         |     |                                                            |                       |                         |                                           |             |
| 277. | 8.  | Ahol a nagy dolgok történnek (The Room Where It Happens)   | Debbie Allen          | Meg Marinis             | 2016. november 10. 2020. november 18.     | 7,25 millió |
| Az epizód egyetlen műtét körül forog. Meredith, Owen és Richard több lépésben nem értenek egyet, ez konfliktust okoz a sebészek között. Mindhárman visszaemlékeznek egy-egy esetükre, ami meghatározó volt az életükben.                                                                                          |     |                                                            |                       |                         |                                           |             |
| 278. | 9.  | Összeomlás (You Haven't Done Nothin')                      | Rob Corn              | Karin Gist              | 2016. november 17. 2020. november 25.     | 8,04 millió |
| Igazi káosz alakul ki a kórházban, amikor egy lakóház összeomlik és több száz sérültet, köztük gyerekeket is bevisznek a kórházba. Meredith aggódik Alex miatt, a tárgyalás időpontja egyre inkább közeledik. |     |                                                            |                       |                         |                                           |             |
| 279. | 10. | A rácsokon túl (You Can Look (But You'd Better Not Touch)) | Jann Turner           | Tia Napolitano          | 2017. január 26. 2020. december 2.        | 9,59 millió |
| Arizona, Bailey és Jo az állami börtönbe mennek egy komplikált esetet megvizsgálni. A múltja miatt Jo együttérez a betegekkel, amit Bailey nehezen ért meg. Arizona igyekszik a kolléganői közötti feszültséget megszüntetni.                                                                                     |     |                                                            |                       |                         |                                           |             |
| 280. | 11. | Hétköznapi hősök (Jukebox Hero)                            | Kevin Rodney Sullivan | Zoanne Clack            | 2017. február 2. 2020. december 9.        | 8,49 millió |
| Karev eltűnik, Meredith minden megyét bejár, hogy megtalálja a barátját. Minden szakorvos összefog, hogy Richard a rezidens program vezetője maradhasson. |     |                                                            |                       |                         |                                           |             |
| 281. | 12. | Semmi köze hozzá (None of Your Business)                   | Geary McLeod          | Andy Reaser             | 2017. február 9. 2020. december 16.       | 8,46 millió |
| Maggie édesanyja látogatóba érkezik a kórházba, ami nem kis felfordulást okoz a doktornő életében. Owen egyre nehezebben viseli Amelia távolságtartását, többször is próbál vele kapcsolatba lépni, de hiába. |     |                                                            |                       |                         |                                           |             |
| 282. | 13. | Ami elromolhat... (It Only Gets Much Worse)                | Jeannot Szwarc        | Lauren Barnett          | 2017. február 16. 2020. december 23.      | 7,68 millió |
| Aprilt előléptetik, ami miatt az összes kollégája rosszallóan tekint rá. Főleg volt férje, Jackson, aki nehezen bocsát meg neki, nem érti a nő döntését, hogy miért fogadta el Baileytől a kinevezést. |     |                                                            |                       |                         |                                           |             |
| 283. | 14. | Hozzánk tartozol (Back Where You Belong)                   | Oliver Bokelberg      | Jen Klein               | 2017. február 23. 2020. december 30.      | 7,71 millió |
| Alex visszatér a kórházba, ahol minden megváltozott mióta utoljára orvosként dolgozhatott ott. Jo egy bonyolult esetet kap, ami megviseli őt. Karev próbál segíteni szerelmének, de Jo hajthatatlan. |     |                                                            |                       |                         |                                           |             |
| 284. | 15. | Háború (Civil War)                                         | Nicole Rubio          | Elizabeth J.B. Klaviter | 2017. március 9. 2021. január 6.          | 7,31 millió |
| Egyre inkább elfajul a helyzet a két Avery között. Aprilre még mindig haragszik az összes barátja, ami miatt elfogadta Meredith pozicióját, mikor a nő távol volt. Karev és DeLuca kénytelenek együtt dolgozni.                                                                                                   |     |                                                            |                       |                         |                                           |             |
| 285. | 16. | Ő meg ki? (Who Is He (And What Is He to You)?)             | Kevin McKidd          | Elisabeth R. Finch      | 2017. március 16. 2021. január 13.        | 7,90 millió |
| Jackson és April együtt utaznak el Montanába egy bonyolult műtét elvégzéséhez. A férfi kihasználja az alkalmat és felkeresi édesapját, aki évtizedekkel ezelőtt elhagyta őt. |     |                                                            |                       |                         |                                           |             |
| 286. | 17. | Mondd ki te (Til I Hear It From You)                       | Kevin McKidd          | Austin Guzman           | 2017. március 23. 2021. január 20.        | 7,80 millió |
| Maggie anyukája visszatér a kórházba, hogy ismét konzultációra menjen Jacksonhoz. A lány még mindig nem tud arról, hogy édesanyja valójában rákos. Owen és Amelia kapcsolata egyre romlik, nézeteltéréseiket nem tudják rendezni.                                                                                 |     |                                                            |                       |                         |                                           |             |
| 287. | 18. | Az utolsó cetli (Be Still, My Soul)                        | Ellen Pompeo          | Meg Marinis             | 2017. március 30. 2021. január 27.        | 7,62 millió |
| Mrs. Pierce állapota egyre súlyosabb, a rák egyre több helyen támadta meg a szervezetét. Maggie egy klinikai kísérletben bízik, amit Meredith ellenez, a testvérek megharagszanak egymásra. A kórház összes kiváló sebésze azon dolgozik, hogy megmentsék Maggie édesanyjának életét.                             |     |                                                            |                       |                         |                                           |             |
| 288. | 19. | Legbelül (What's Inside)                                   | Nzingha Stewart       | Tia Napolitano          | 2017. április 6. 2021. február 3.         | 7,23 millió |
| Maggie édesanyja halála után első napját tölti a kórházban és rögtön egy kockázatos műtétet vállal. Egyedül Meredith hisz benne, hogy testvére képes elvégezni a komplikált beavatkozást, a többiek igyekeznek lebeszélni róla, hogy ilyen nehéz feladattal birkózzon meg.                                        |     |                                                            |                       |                         |                                           |             |
| 289. | 20. | A felhők felett (In The Air Tonight)                       | Chandra Wilson        | Stacy McKee             | 2017. április 13. 2021. február 10.       | 7,06 millió |
| Meredith és Riggs konferenciára mennek, amiről egyikük sem tudott, hogy egy géppel fognak utazni. A repülő légörvénybe kerül, több utas megsérül, egyikük súlyosan. Meredith egy kockázatos beavatkozást hajt végre a sérülten, de ha elhibázza, az a férfi életébe kerül.                                        |     |                                                            |                       |                         |                                           |             |
| 290. | 21. | Ne hagyj itt! (Don't Stop Me Now)                          | Louis Venosta         | Andy Reaser             | 2017. április 27. 2021. február 17.       | 7,02 millió |
| Maggie édesanyja halála után első napját tölti a kórházban és rögtön egy kockázatos műtétet vállal. Egyedül Meredith hisz benne, hogy testvére képes elvégezni a komplikált beavatkozást, a többiek igyekeznek lebeszélni róla, hogy ilyen nehéz feladattal birkózzon meg.                                        |     |                                                            |                       |                         |                                           |             |
| 291. | 22. | Hagyják békén! (Leave It Inside)                           | Zetna Fuentes         | Elisabeth R. Finch      | 2017. május 4. 2021. február 24.          | 7,09 millió |
| Holly leesik a lépcsőről és csúnyán megsérül, Maggie és Meredith felfedez egy hatalmasra nőtt tumort a nő szívén. Kiderül, hogy Holly tudott erről, de sajnos lehetetlen megoperálni őt. Maggie a fejébe veszi, hogy megmenti a nő életét.                                                                        |     |                                                            |                       |                         |                                           |             |
| 292. | 23. | Egy "tökéletes" nap (True Colors)                          | Kevin McKidd          | William Harper          | 2017. május 11. 2021. március 3.          | 7,02 millió |
| Hunt sokkoló híreket kap a katonaságtól, emiatt nem orvoshoz méltóan viselkedik. Amelia látja férjén, hogy valami nincs rendben, ezért megpróbál neki segíteni. Edwards életveszélyes helyzetbe kerül. |     |                                                            |                       |                         |                                           |             |
| 293. | 24. | Tűzvonalban (Ring of Fire)                                 | Debbie Allen          | Stacy McKee             | 2017. május 18. 2021. március 10.         | 7,92 millió |
| Edwards és Erin csapdába estek, egyetlen kiútjuk van, ha feljutnak a tetőre. Jackson mindenhol keresi munkatársát, de sehol nem talál rá, aggódik, hogy baj érte Edwardsot. A nagy káoszban több konfliktus is születik.                                                                                          |     |                                                            |                       |                         |                                           |             |

## 14. évad (2017-2018)
| Sor. | Év. | Cím                                                         | Rendező         | Író                        | Premier                                | Nézettség   |
| --- | --- | ----------------------------------------------------------- | --------------- | -------------------------- | -------------------------------------- | ----------- |
| 294. | 1.  | A nagy attrakció (Break Down the House)                     | Debbie Allen    | Krista Vernoff             | 2017. szeptember 28. 2021. március 17. | 8,07 millió |
| Owen húgát hazaszállítják, szerencsére mentálisan jó állapotban van, de súlyosan megsérült. Riggs boldog, hogy visszakapta régi szerelmét, viszont nem tudja mi legyen Meredtihszel való kapcsolatával. Új gyakornokok érkeznek a kórházba, akik Richard felügyelete alá kerülnek. |     |                                                             |                 |                            |                                        |             |
| 295. | 2.  | Fájdalom és izgalom (Get Off on the Pain)                   | Kevin McKidd    | Krista Vernoff             | 2017. szeptember 28. 2021. március 24. | 8,07 millió |
| Megan műtétje sikertelen volt, ami miatt Meredith magát hibáztatja. Owen titkon örül neki, hogy így testvére még maradhat a városban és nem tud visszamenni Irakba. Amelia sokkoló hírt kap. |     |                                                             |                 |                            |                                        |             |
| 296. | 3.  | Mindent vagy semmit (Go Big or Go Home)                     | Chandra Wilson  | Meg Marinis                | 2017. október 5. 2021. március 31.     | 8,06 millió |
| Amelia bajban van, segítséget hív, hogy minél előbb kivehessék a tumort, ami az agyában van. Jackson nagyapja látogatóba érkezik a kórházba, ami nem kis felfordulást okoz. |     |                                                             |                 |                            |                                        |             |
| 297. | 4.  | A nagy meglepetés (Ain't That a Kick in the Head?)          | Geary McLeod    | Marlana Hope               | 2017. október 12. 2021. április 7.     | 8,08 millió |
| Riggs nagy lépést tesz afelé, hogy volt szerelmének segítsen. Meredith erről nem szólhat Meghan Huntnak, nehogy az állapotára hatással legyen. Amelia műtéte nem volt komplikáció mentes, barátai aggódnak érte. |     |                                                             |                 |                            |                                        |             |
| 298. | 5.  | Veszélyzóna (Danger Zone)                                   | Cecilie Mosli   | Jalysa Conway              | 2017. október 26. 2021. április 14.    | 7,67 millió |
| Meghan útban van fia és Riggs felé, hogy tiszta lappal kezdhessenek. Owen boldogtalan, hogy húgát ismét elveszíti, próbálja meggyőzni őt, hogy maradjon Seattleben. Faruq számára teljesen ismeretlen a modern világ, Riggs segít neki, hogy mielőbb beilleszkedhessen. |     |                                                             |                 |                            |                                        |             |
| 299. | 6.  | Gyertek a hajómra! (Come on Down to My Boat, Baby)          | Lisa Leone      | Kiley Donovan              | 2017. november 2. 2021. április 21.    | 7,38 millió |
| Jackson vívódik, mit kezdjen azzal a sok pénzzel amit örökölt. Kollégáit meghívja egy hajó partira, hogy kicsit kikapcsolódjon és kiszakadjon a kórházi mindennapokból. Egy fiatal lányt szállítanak a kórházban, aki akaratlanul hasba lövi magát és egy másik beteget. Az orvosok meglepődnek azon, hogyan történhetett ilyen baleset.                                                                  |     |                                                             |                 |                            |                                        |             |
| 300. | 7.  | Arcok a múltból (Who Lives, Who Dies, Who Tells Your Story) | Debbie Allen    | Krista Vernoff             | 2017. november 9. 2021. április 28.    | 8,13 millió |
| Ismerős arcok érkeznek a kórházba egy hullámvasút baleset után. Meredith és Alex barátaikat fedezik fel a sebesültekben, ezért még inkább szívükön viselik esetüket. Meredith karrierje fordulóponthoz ért. |     |                                                             |                 |                            |                                        |             |
| 301. | 8.  | A semmiből (Out of Nowhere)                                 | Kevin McKidd    | William Harper             | 2017. november 16. 2021. május 5.      | 7,52 millió |
| A kórházat hackerek támadták meg és hatalmas összeget követelnek a vezetőségtől. Káosz uralkodik el az épületben, az orvosok kénytelenek visszanyúlni a gyökerekhez és a modern technika előtti eszközöket kell igénybe venniük. |     |                                                             |                 |                            |                                        |             |
| 302. | 9.  | Micsoda nap! (1-800-799-7233)                               | Bill D'Elia     | Andy Reaser                | 2018. január 18. 2021. május 12.       | 8,27 millió |
| Jo ex férje megjelenik a kórházban, a nő kiborul, amikor meglátja a férfit, aki bemutatja Jonak a menyasszonyát. A kórház továbbra is hacker támadás alatt áll, az FBI emberei dolgoznak az ügyön, de egyelőre nem találnak megoldást. |     |                                                             |                 |                            |                                        |             |
| 303. | 10. | Istenem, istenem (Personal Jesus)                           | Kevin Sullivan  | Zoanne Clack               | 2018. január 25. 2021. május 19.       | 8,62 millió |
| Meredith fél, hogy Alex vagy Jo tett meggondolatlanságból büntetett és ütötték el Pault. A kórházba szállítanak egy kisfiút, akit a rendőrök lőttek nyakon, mert azt hitték, betörő. April találkozik egy régi ismerőssel, aki felkavarja a nő érzéseit. |     |                                                             |                 |                            |                                        |             |
| 304. | 11. | Ha jön a kaszás ((Don't Fear) the Reaper)                   | Nicole Rubio    | Elisabeth R. Finch         | 2018. február 1. 2021. május 26.       | 8,93 millió |
| Dr. Bailey szívroham gyanúval besétál a közeli kórházba. A tesztek semmilyen elváltozást nem mutatnak ki nála, de a doktornő ragaszkodik hozzá, hogy vizsgálják őt tovább. A kórház egyik főorvosa pszichiátert ajánl Dr. Baileynek, de a nő erről hallani sem akar. |     |                                                             |                 |                            |                                        |             |
| 305. | 12. | Nyertesek és vesztesek (Harder, Better, Faster, Stronger)   | Jeannot Szwarc  | Kiley Donovan              | 2018. február 8. 2021. június 2.       | 7,32 millió |
| April kitűzi a verseny feltételeket, az orvosok készülnek, hisz csak három nap áll rendelkezésükre beadni a nevezési munkájukat. Richard meglepetéssel készül feleségének, de ehhez szüksége lesz Maggie segítségére. |     |                                                             |                 |                            |                                        |             |
| 306. | 13. | El ne engedd! (You Really Got a Hold on Me)                 | Nzingha Stewart | Stacy McKee                | 2018. március 1. 2021. június 9.       | 7,52 millió |
| Meredith igyekszik megszerezni az engedélyt, hogy benne maradhassanak a pályázatban. Arra is ügyelnie kell, hogy April nehogy tudomást szerezzen erről. Ben elbizonytalanodik, hogy jó ötlet volt-e, hogy tűzoltó lett. |     |                                                             |                 |                            |                                        |             |
| 307. | 14. | Játékszabályok (Games People Play)                          | Chandra Wilson  | Jason Ganzel és Julie Wong | 2018. március 8. 2021. június 16.      | 7,07 millió |
| Kepner pár betegnek köszönhetően fel lesz függesztve. Maggie kapcsolata Cliveval egyre komolyabbra fordul, olyannyira, hogy készen áll bemutatni Meredithnek és Ameliának. Maggie viszont gyengéd érzéseket táplál Jackson iránt. |     |                                                             |                 |                            |                                        |             |
| 308. | 15. | Régi hegek (Old Scars, Future Hearts)                       | Ellen Pompeo    | Tameson Duffy              | 2018. március 15. 2021. június 23.     | 7,18 millió |
| Jo, Alex és Maggie visszaemlékeznek régi szerelmeikre és arra, hogyan értek véget ezek a kapcsolatok. Az orvosokban sok rossz emlék tör elő, ami a jelen érzelmi állapotukat is befolyásolja. |     |                                                             |                 |                            |                                        |             |
| 309. | 16. | Múlt, jelen, jövő (Caught Somewhere in Time)                | Nicole Rubio    | Jalysa Conway              | 2018. március 22. 2021. június 30.     | 7,61 millió |
| Arizona betegének kisfia furcsa tüneteket produkál, eleinte a nő nem gyanakszik komoly problémára, de Alex és Amelia segítségét kéri benne. Dr. Bailey egy példaképe kerül be a kórházba, akit sürgős műtéti beavatkozásra van szüksége, különben meghal. |     |                                                             |                 |                            |                                        |             |
| 310. | 17. | Egy kemény nap (One Day Like This)                          | Kevin McKidd    | Elisabeth R. Finch         | 2018. március 29. 2021. július 7.      | 7,15 millió |
| Meredith találkozik Dr. Marshallal, aki öt héttel korábban veseátültetésen esett át, viszont a férfi már munkába állt, de rosszul lesz és összeesik. April neki esik Baileynek, mert őt hibáztatja azért, hogy az egyik beteget félrediagnosztizálta, a páciens valószínűleg nem éli meg a hiba miatt a másnapot.                                                                                         |     |                                                             |                 |                            |                                        |             |
| 311. | 18. | Ha árad a folyó (Hold Back the River)                       | Geary McLeod    | Alex Manugian              | 2018. április 5. 2021. július 14.      | 6,84 millió |
| Richard mentorát beviszik a kórházba, sajnos nincs rá sok esély, hogy meg tudják menteni a nő életét. Arizona korábbi betegét beszállítják a kórházba, miután a kemoterápia miatt rosszul lesz. Dr. Hunt és Arizona felfedezik, hogy a nőt félrediagnosztizálták, viszont az ügy nem ennyire egyszerű, mint ahogy gondolják elsőre.                                                                       |     |                                                             |                 |                            |                                        |             |
| 312. | 19. | Álmok és valóság (Beautiful Dreamer)                        | Jeannot Szwarc  | Meg Marinis                | 2018. április 12. 2021. július 21.     | 6,97 millió |
| Bevándorlási hivataltól érkezik egy ügynök a kórházba és Dr. Bellot keresi. A nő már 1 éves kora óta az Államokban él, de valamiért nem érvényesek a papírjai. Matthew kislánya, Ruby rosszul érzi magát, próbálnak neki segíteni, de a kislányon a műtét segíthet csak. |     |                                                             |                 |                            |                                        |             |
| 313. | 20. | Besütizve (Judgment Day)                                    | Sydney Freeland | Julie Wong                 | 2018. április 19. 2021. július 28.     | 6,93 millió |
| Arizona akaratlanul olyan sütit osztogat szét a sebészek között, amibe marihuána van sütve. Miután rájönnek, el kell különíteni az orvosokat, akik ettek a sütiből. Meredith és Jo tartják a frontot, és utóbbi remek lehetőséget kap, ugyanis egy bonyolult műtétet hajthat végre. |     |                                                             |                 |                            |                                        |             |
| 314. | 21. | Rossz hírnév (Bad Reputation)                               | Kevin McKidd    | Mark Driscoll              | 2018. április 26. 2021. augusztus 4.   | 6,54 millió |
| Miután kitudódik a néhai idősebb Avery titka, Jackson és édesanyja azon dolgoznak, hogy elkerüljék a botrányt. Meredith nem tudja így elfogadni a díjait amiket nyert, ezért vissza adja őket. Sajnos ez sem vet jó fényt a kórházra. A válságot egy segítővel próbálják elkerülni, aki Jacksonnak és Meredithnek egy olyan műtétet szervez le, amivel talán sikerül visszanyerniük a kórház jó hírnevét. |     |                                                             |                 |                            |                                        |             |
| 315. | 22. | Küzdj a lelkedért! (Fight for Your Mind)                    | Jesse Williams  | Andy Reaser                | 2018. május 3. 2021. augusztus 11.     | 6,66 millió |
| Arizona kislánya lop az iskolából, ezért a doktornő magát hibáztatja, úgy érzi nem volt elég jó anyja kislányának. A családi problémák miatt megszakítja kapcsolatát Carinával. Meredith nagy lépésre szánja el magát, ami édesanyja elért eredményeit is megváltoztatja. |     |                                                             |                 |                            |                                        |             |
| 316. | 23. | Hideg, mint a jég (Cold as Ice)                             | Bill D'Elia     | William Harper             | 2018. május 10. 2021. augusztus 18.    | 7,35 millió |
| Jo és Alex az esküvőjükre készülődnek, amiben April segít nekik. Robbins és Sheperd régi barátja visszatér a kórházba, miután több hirtelen fellépő tünete lett, ami miatt Amelia úgy gondolja tumor alakulhatott ki valahol a nő testében. Nagy trauma éri a kórházat, amikor egy ismerőst szállítanak be súlyos állapotban.                                                                             |     |                                                             |                 |                            |                                        |             |
| 317. | 24. | Igen (All of Me)                                            | Debbie Allen    | Krista Vernoff             | 2018. május 17. 2021. augusztus 25.    | 7,60 millió |
| Elérkezett az esküvő napja, mindenki izgatottan várja, azonban semmi sem úgy alakul, ahogy eltervezték. April felmondott, nem tér vissza a kórházba, minden idejét arra szenteli, hogy a rászorulóknak segíthessen. Arizona New Yorkba költözik, hogy együtt lehessen kislányával. Jackson megbékél a ténnyel, hogy April újra együtt van volt párjával, Matthew-val.                                     |     |                                                             |                 |                            |                                        |             |

## 15. évad (2018-2019)
| Sor. | Év. | Cím                                                    | Rendező             | Író                           | Premier                                | Nézettség   |
| --- | --- | ------------------------------------------------------ | ------------------- | ----------------------------- | -------------------------------------- | ----------- |
| 318. | 1.  | Csodák és vad vágyak (With a Wonder and a Wild Desire) | Debbie Allen        | Krista Vernoff                | 2018. szeptember 27. 2022. március 3.  | 6,81 millió |
| A kórházban többen is az új főorvosi pozícióért küzdenek Mirandánál. Meredith különös álomképei nehezen hagyják nyugodni. Maggie váratlanul egy titok birtokába jut, miután Teddynek szüksége lesz a segítségére. Amelia nagy lépésre szánja rá magát Owennel. Jo és Alex nászútja nem a tervek szerint alakul.                                                                          |     |                                                        |                     |                               |                                        |             |
| 319. | 2.  | Együtt vagy egyedül? (Broken Together)                 | Kevin McKidd        | Meg Marinis                   | 2018. szeptember 27. 2022. március 10. | 6,81 millió |
| Maggie nehezen birkózik meg a ránehezedő titok súlyával. Amelia és Owen tisztázzák kapcsolatukat. Meredith páciense Cece állapota váratlanul romlani kezd, eközben Jackson életmentő műtétet tervez végrehajtani a kórház új szerkezetében. Jo és Alex váratlanul feltűnnek, hogy Jo ötletét bemutathassák Meredithnek.                                                                  |     |                                                        |                     |                               |                                        |             |
| 320. | 3.  | Megérzések (Gut Feeling)                               | Michael Watkins     | Mark Driscoll                 | 2018. október 4. 2022. március 17.     | 6,61 millió |
| Alex átveszi Miranda helyét a kórházban, azonban a dolgok hamar kicsúsznak az irányítása alól. Webber doktor túllép egy határt mikor úgy hiszi, hogy az egyik beteg alkohol problémákkal küzd. Meredith páciense, Cece állapota rohamosan romlik. |     |                                                        |                     |                               |                                        |             |
| 321. | 4.  | A mamák mindent tudnak (Momma Knows Best)              | Cecilie Mosli       | William Harper                | 2018. október 11. 2022. március 24.    | 6,72 millió |
| Meredetih új külsővel jelenik meg a kórházban, hosszú idő után randevúra készül. Maggie nehéz esettel néz szembe, ami miatt kockáztatja esküjét. Alex minden áron megpróbálja megmenteni páciensét. |     |                                                        |                     |                               |                                        |             |
| 322. | 5.  | Hétköznapi angyal (Everyday Angel)                     | Chandra Wilson      | Julie Wong                    | 2018. október 25. 2022. március 31.    | 6,54 millió |
| Meredith felkeresi Teddy-t, hogy segítse nehéz helyzetében. Owen és Amelia úgy döntenek, hogy titokban megfigyelik Betty-t az iskolája előtt. Jo és Bailey nehéz esetet próbálnak megoldani, miközben Ivory váratlanul visszatér. |     |                                                        |                     |                               |                                        |             |
| 323. | 6.  | Ha virág nő a síromon (Flowers Grow Out of My Grave)   | Nicole Rubio        | Kiley Donovan                 | 2018. november 1. 2022. április 7.     | 6,71 millió |
| Richard váratlan hírt oszt meg Meredith-szel. Teddy megpróbálja elmondani Owennek a titkát, azonban váratlan történések szakítják félbe. Jo és Miranda úgy döntenek, hogy mindent elkövetnek azért, hogy az egyik betegük életét megmentsék. Alex neheztelni kezd feleségére. |     |                                                        |                     |                               |                                        |             |
| 324. | 7.  | Térkép az élethez (Anybody Have a Map?)                | Krista Vernoff      | Elisabeth R. Finch            | 2018. november 8. 2022. április 14.    | 6,60 millió |
| Catherine új alapítványának bemutatójára készül, miközben magához hívatja Meredithet és Koracickot, hogy egy rejtélyes új esetben segédkezzenek. A kórházban az egyik állapotos nővér, Frankie váratlanul rosszul lesz, Dr. Webber siet a segítségére. Jackson és Maggie kapcsolata fordulóponthoz érkezik.                                                                              |     |                                                        |                     |                               |                                        |             |
| 325. | 8.  | Elfújta a szél (Blowin' In The Wind)                   | Kevin McKidd        | Meg Marinis                   | 2018. november 15. 2022. április 21.   | 7,30 millió |
| Hatalmas szélvihar csap le a városra, rengeteg sérültet szállítanak a kórházba. Alex és Jo otthonukban ragadnak. Teddy visszatér, hogy segítséget nyújtson, eközben vallomással tartozik Owennek. Meredith szerelmi háromszögben találja magát. Jackson lesújtó hírt kap. |     |                                                        |                     |                               |                                        |             |
| 326. | 9.  | Menedék a viharban (Shelter from the Storm)            | Jan Turner          | William Harper                | 2019. január 17. 2022. április 28.     | 7,07 millió |
| Meredith, Miranda és Owen a liftbe szorulnak betegeikkel, azonban a megoldandó problémák még inkább a felszínre kerülnek. Teddy nagy titkának terhétől szabadul meg. Maggienek szomorú hírt kell közölnie Jacksonnal. Cece állapota válságosra fordul, miközben a nekiszánt szervdonorral akadályba ütköznek.                                                                            |     |                                                        |                     |                               |                                        |             |
| 327. | 10. | Segítség! Még élek (Help, I'm Alive)                   | Daniel Willis       | Jalysa Conway és Jason Ganzel | 2019. január 24. 2022. május 5.        | 6,98 millió |
| Teddy visszatér a kórházba és állást szeretne. Meredith és Link közösen végeznek egy operációt, azonban folyamatosan civódnak egymással. Owen-t a kórházban egy műtét előtt baleset éri. Catherine megosztja a rossz hírt szeretteivel. |     |                                                        |                     |                               |                                        |             |
| 328. | 11. | A győztes mindent visz (The Winner Takes It All)       | Allison Liddi-Brown | Elisabeth R. Finch            | 2019. január 31. 2022. május 12.       | 7,27 millió |
| Meredith még mindig nem tudja kit válasszon, Andrew türelme egyre csak fogy. Catherine a felépüléséért küzd Jackson és Webber támogatásával. Teddy és Owen nem találja a közös hangot. Betty megdöbbentő titkáról vall Amelianak. |     |                                                        |                     |                               |                                        |             |
| 329. | 12. | Nő kómában (Girlfriend in a Coma)                      | Debbie Allen        | Kiley Donovan                 | 2019. február 7. 2022. május 19.       | 6,85 millió |
| Catherine életmentő műtét előtt áll, Amelia és Koracick vállára hatalmas felelősség nehezül. Jackson és Webber mindenben támogatják. Meredith számára eljön az idő, hogy szembenézzen édesapjával, Tatcherrel. |     |                                                        |                     |                               |                                        |             |
| 330. | 13. | A vékony vonal (I Walk the Line)                       | Kevin McKidd        | Tameson Duffy                 | 2019. február 14. 2022. május 26.      | 6,58 millió |
| Maggienek szembe kell néznie egy személlyel, aki a múltban számtalan kellemetlen pillanatot okozott számára. Amelia-t értesítik, hogy Bettynek nyoma veszett, ezért úgy dönt, hogy keresésére indul. A kórházban váratlanul feltűnnek a lány szülei, amit Owen nehezen tud kezelni. |     |                                                        |                     |                               |                                        |             |
| 331. | 14. | Új drog kell (I Want a New Drug)                       | Jeannot Szwarc      | Zoanne Clack                  | 2019. február 21. 2022. június 2.      | 6,89 millió |
| Owennek búcsút kell vennie Leotól, miután Betty szülei készen állnak magukhoz venni unokájukat. Meredith 24 órán át tartó műtét rekordját készül megdönteni. A kórházba tömegével szállítanak túladagolással betegeket, ezért minden orvosra szükség lesz. A betegek között Owen egy ismerős arcra lesz figyelmes.                                                                       |     |                                                        |                     |                               |                                        |             |
| 332. | 15. | Amíg ég a tűz (We Didn't Start the Fire)               | Chandra Wilson      | Andy Reaser                   | 2019. február 28. 2022. június 9.      | 6,99 millió |
| Jackson az otthonában rendez partit édesanyja, Catherine műtétjének sikerességére. Meredith és Andrew egyre közelebb kerülnek egymáshoz, míg Amelia és Owen egyre távolabb. Az ünneplés nem várt eseménybe torkollik. |     |                                                        |                     |                               |                                        |             |
| 333. | 16. | Vér és víz (Blood and Water)                           | Pete Chatmon        | Kiley Donovan                 | 2019. március 7. 2022. június 16.      | 6,55 millió |
| Amelia és Owen közt konfliktus kerekedik, mikor Leo elhelyezéséről tárgyalnak. Meredith nehéz helyzetbe kerül, mikor döntenie kell, hogy Alex vagy Andrew mellé álljon. Maggie véletlenül meggondolatlan kijelentést tesz egy interjúban. Nico nehezményezi, hogy Levi nem vállalja fel kapcsolatukat.                                                                                   |     |                                                        |                     |                               |                                        |             |
| 334. | 17. | A bárányok hallgatnak (And Dream of Sheep)             | Sydney Freeland     | William Harper                | 2019. március 14. 2022. június 23.     | 6,57 millió |
| Andrew apja a kutatás során súlyos szabályt szeg. Teddynek komoly döntést kell meghoznia, amikor egy sérült kismamát szállítanak a kórházba. Amelia és Link váratlanul találkoznak egy továbbképzésen, és új oldaláról ismerik meg a másikat. |     |                                                        |                     |                               |                                        |             |
| 335. | 18. | Ezt add össze (Add It Up)                              | Michael Watkins     | Alex Manugian                 | 2019. március 21. 2022. június 30.     | 7,00 millió |
| Maggie különböző hangulatszobákat mutat be, ahol különböző kísérleteket végez az orvostudomány alternatív megközelítéséhez. Alex és Andrew közt feszültség keletkezik, mikor Andrew túllép egy határt az egyik pácienssel szemben. Teddy váratlanul rosszul lesz, Owen siet a segítségére.                                                                                               |     |                                                        |                     |                               |                                        |             |
| 336. | 19. | Elhallgatott titkok (Silent All These Years)           | Debbie Allen        | Elisabeth R. Finch            | 2019. március 28. 2022. július 7.      | 7,37 millió |
| Jo egy súlyosan traumatizált beteggel találkozik a kórházban, és ez arra készteti, hogy szembenézzen múltjának fájó pontjával. Ben és Miranda komoly beszélgetésre készül gyermekükkel. Jo-ra hatással lesz édesanyjával való találkozás. |     |                                                        |                     |                               |                                        |             |
| 337. | 20. | A teljes csomag (The Whole Package)                    | Geary McLeod        | Meg Marinis                   | 2019. április 4. 2022. július 14.      | 6,85 millió |
| Jo mély depresszióba zuhan az anyjával való találkozás után. Alex megkéri Linket, hogy segítsen kideríteni mi állhat bánatának hátterében. Owen testvére nagyszabású műtét miatt érkezik a kórházba, azonban váratlan híreket kap. Andrew feladatot kap Webber doktortól, ezért úgy érzi, hogy eljött a bizonyítás ideje.                                                                |     |                                                        |                     |                               |                                        |             |
| 338. | 21. | Sarokpontok (Good Shepherd)                            | Bill D'Elia         | Julie Wong                    | 2019. április 11. 2022. július 21.     | 6,81 millió |
| Owen úgy dönt, hogy terápia segítségével megpróbálja feltárni a benne rejlő traumákat. Miranda régi páciense komoly műtéten esik át, Nico azonban súlyos hibát vét. Andrew kellemetlen helyzetbe kerül Meredith otthonában. |     |                                                        |                     |                               |                                        |             |
| 339. | 22. | Családi kör (Head Over High Heels)                     | Allison Liddi-Brown | Bridgette N. Burgess          | 2019. április 18. 2022. július 28.     | 6,24 millió |
| Amelia és Link New York-ba utaznak egy fontos műtét miatt. A kórházban váratlanul találkoznak Amelia rég nem látott nővérével, Nancyvel. Amelia kétségbeesik, és Owenként mutatja be Linket, akivel megpróbálják eljátszani a boldog házasok szerepét, azonban a dolgok fordulatossá válnak, mikor vacsorameghívást kapnak.                                                              |     |                                                        |                     |                               |                                        |             |
| 340. | 23. | Mindent a szerelemért (What I Did for Love)            | Jesse Williams      | Mark Driscoll                 | 2019. május 2. 2022. augusztus 4.      | 6,96 millió |
| Jo lelkes egyik esetével kapcsolatban, azonban a dolgok nem várt fordulatot vesznek. Meredith kockázatos lépésre szánja rá magát rászoruló kisbetege érdekében. A kórházba szállítják a helyi tűzoltóparancsnokot, aki történetével felnyitja Maggie szemét. |     |                                                        |                     |                               |                                        |             |
| 341. | 24. | Vérre várva (Drawn to the Blood)                       | Kevin McKidd        | Andy Reaser                   | 2019. május 9. 2022. augusztus 11.     | 6,37 millió |
| Alex kétségbeesetten próbálja megmenteni páciense életét, azonban az idejük véges, és minél előbb szükségük van a megfelelő vérre. Meredith biztosítja Jo-t támogatásáról. Maggie és Jackson kempingezni mennek, azonban Maggie nehezen boldogul a természettel. Teddy úgy dönt, hogy felkeresi Owen-t, és őszintén vall érzéseiről, azonban időközben a városra hatalmas vihar csap le. |     |                                                        |                     |                               |                                        |             |
| 342. | 25. | Köd előttem... (Jump into the Fog)                     | Debbie Allen        | Krista Vernoff                | 2019. május 16. 2022. augusztus 18.    | 5,99 millió |
| Owen és Schmitt az úton váratlan akadályba ütközik Gus vérdonorjával, Frances-szel. Meredith hatására Jo úgy dönt, hogy visszatér a kórházba, hogy segítséget kérjen. Miranda és Catherine hosszas megbeszélésének többen is szemtanúi, Andrew pedig súlyos áldozatot hoz. Teddy és Amelia megpróbálnak bejutni a kórházba, miközben Teddy vajúdása egyre erősebb.                       |     |                                                        |                     |                               |                                        |             |

## 16. évad (2019-2020)
| Sor. | Év. | Cím                                                     | Rendező             | Író                            | Premier                               | Nézettség   |
| --- | --- | ------------------------------------------------------- | ------------------- | ------------------------------ | ------------------------------------- | ----------- |
| 343. | 1.  | Nincs már mibe kapaszkodni (Nothing Left to Cling To)   | Debbie Allen        | Krista Vernoff                 | 2019. szeptember 26. 2022. június 14. | 6,51 millió |
| Meredithnek, Richardnak és Alexnek szembe kell néznie a következményekkel, miután Bailey biztosítási csalás miatt kirúgja őket. Miután Jackson nyomtalanul eltűnt a ködben, Maggie kétségbeesetten indul keresésére. Tom új feladatokat kap a kórházban.                                                                                               |     |                                                         |                     |                                |                                       |             |
| 344. | 2.  | Újra nyeregben (Back in the Saddle)                     | Kevin McKidd        | Meg Marinis                    | 2019. október 3. 2022. június 14.     | 6,08 millió |
| Owen szabadságáról visszatérve értesül a kórházban történt vezetői váltásról. Amelia és Maggie egy váratlan baleset részesei lesznek. Meredith kockáztatja orvosi engedélyét, miközben másokon próbál segíteni. Lincoln doktor olyan hírt kap, ami megváltoztathatja eddigi életét.                                                                    |     |                                                         |                     |                                |                                       |             |
| 345. | 3.  | Egyesítés (Reunited)                                    | Michael Medico      | Andy Reaser                    | 2019. október 10. 2022. június 14.    | 6,09 millió |
| Egy testvérpár aggasztó hírt kap nővérükről, ezért komoly döntést kell meghozniuk. Schmitt egy beavatkozás során kockázatos hibát vét, Andrew siet a segítségére. Jo számára megadatik a lehetőség, hogy visszatérését követően bizonyítsa tudását. |     |                                                         |                     |                                |                                       |             |
| 346. | 4.  | Váratlan támadás (It's Raining Men)                     | Michael Watkins     | Mark Driscoll                  | 2019. október 17. 2022. június 14.    | 5,75 millió |
| Meredith akaratán kívül nagy port kavar a kórház körül, kivívva ezzel régi barátai és kollégái nemtetszését. Bailey-t rejtélyes rosszullétek gyötrik, ezért Maggie vizsgálatokat hajt végre rajta. Jakcon megelégeli Koracick viselkedését, ezért szembeszáll vele.                                                                                    |     |                                                         |                     |                                |                                       |             |
| 347. | 5.  | Lélegezz! (Breathe Again)                               | Chandra Wilson      | Elisabeth R. Finch             | 2019. október 24. 2022. június 14.    | 6,10 millió |
| Meredith-nek fontos tárgyaláson kellene részt vennie, miközben lányán műtétet hajtanak végre. Szén-monoxid mérgezéssel szállítanak kórházba egy pácienst, Miranda és Jo vállalják kezelését. A nőről kiderül, hogy Jo korábbi terapeutája, akivel eleinte visszás kapcsolata volt.                                                                     |     |                                                         |                     |                                |                                       |             |
| 348. | 6.  | Temető a szomszédban (Whistlin Past the Graveyard)      | Pete Chatmon        | Julie Wong                     | 2019. október 31. 2022. június 14.    | 5,66 millió |
| Alex és Richard mindent megpróbálnak elkövetni, hogy meggyőzzék a kórházba érkező befektetőket, mikor balszerencsés esetek sorozata zúdul rájuk. Meredith türelmetlenül várja, hogy kiengedjék cellájából, és a Halloween esetét gyermekeivel tölthesse. Linc és Amelia családi ebéden vesznek részt Linc szüleivel, ahol nagy bejelentésre készülnek. |     |                                                         |                     |                                |                                       |             |
| 349. | 7.  | Ne prédikálj, papa! (Papa Don't Preach)                 | Daniel Willis       | Jalysa Conway                  | 2019. november 7. 2022. június 14.    | 6,16 millió |
| Maggie váratlanul találkozik egy ismeretlen rokonnal, mit sem sejtve arról, hogy a nő komoly betegséggel küzd. Amelia úgy dönt, hogy elmondja Owennek várandósságát. Cethrine visszatér a városba, Richard félreérthető helyzetbe kerül Gemma-val. |     |                                                         |                     |                                |                                       |             |
| 350. | 8.  | Az én esélyem (My Shot)                                 | Debbie Allen        | Meg Marinis                    | 2019. november 14. 2022. június 14.   | 6,34 millió |
| Elérkezik a nap, mikor Meredetih-nek bizottság előtt kell felelnie. Schmitt is a tanúk között szerepel, meghallgatása közben szorult helyzetbe kerül. Maggie képtelen feldolgozni a műtőben történteket, Jackson próbál segíteni rajta. |     |                                                         |                     |                                |                                       |             |
| 351. | 9.  | Irány a bár (Let's All Go to the Bar)                   | Kevin McKidd        | Kiley Donovan                  | 2019. november 21. 2022. június 14.   | 6,40 millió |
| Meredtih visszatér a kórházba, hogy folytathassa munkáját. Jo biztonságos menedéknek jelentkezik, hogy ha a tűzoltóságra elhelyeznek egy kisbabát, értesíthessék. Jackson félreérthető helyzetbe kerül az irodájában. Miranda és Amelia lelkesek a közös babavárás miatt, ám egyikőjük boldogsága hamar váratlanra fordul.                             |     |                                                         |                     |                                |                                       |             |
| 352. | 10. | Egy nehéz este (Help Me Through the Night)              | Allison Liddi-Brown | Lynne E. Litt                  | 2020. január 23. 2022. június 14.     | 6,66 millió |
| A balesetet követően tömegével szállítják a sérülteket a kórházba. Miranda azonnal próbál ura lenni a helyzetnek, azonban próbálja saját veszteségének súlyával is megbirkózni. A sérültek között van sok rezidens is, ezért a csapatnak erősítésre lesz szüksége: Owen és Richard is csatlakozik hozzájuk.                                            |     |                                                         |                     |                                |                                       |             |
| 353. | 11. | A keserű pirula (A Hard Pill to Swallow)                | Michael Medico      | Michael Medico                 | 2020. január 30. 2022. június 14.     | 5,56 millió |
| Amelia úgy dönt, hogy elmondja Linknek az igazságot terhességével kapcsolatban. Teddy kétségbeesik, mikor Owentől kapott eljegyzési gyűrűjének nyoma vész. Richard elhatározza, hogy kimozdítja Maggie-t a depressziójából. Andrew páciensének állapota egyre csak romlik, ezért Miranda segítségét kéri a rejtély feltárásához.                       |     |                                                         |                     |                                |                                       |             |
| 354. | 12. | Az utolsó vacsora (The Last Supper)                     | Nicole Rubio        | Jason Ganzel                   | 2020. február 6. 2022. június 14.     | 5,47 millió |
| Catherine és Richard úgy döntenek, hogy egy vacsora keretein belül közlik Jacksonnal és Maggie-vel, hogy kapcsolatuk véget ért, ám tervük nem a várt szerint alakul. Schmitt Nico támogatásával próbálja túltenni magát a megpróbáltatásain, mikor értesül egyik rokona rossz egészségi állapotáról.                                                   |     |                                                         |                     |                                |                                       |             |
| 355. | 13. | Add nekem az utolsó táncot (Save the Last Dance for Me) | Jesse Williams      | Tameson Duffy                  | 2020. február 13. 2022. június 14.    | 5,58 millió |
| DeLuca tanácstalan páciensének állapotával kapcsolatban, ezért egy különleges specialistát hív segítségül. Amelia aggódik, hogy elveszíti Linket az apasági teszt eredménye miatt. Miranda, Richard, Meredith és a többiek úgy döntenek, hogy szembe szállnak Koracick vezetésével.                                                                    |     |                                                         |                     |                                |                                       |             |
| 356. | 14. | Egy diagnózis (A Diagnosis)                             | Greg Evans          | Julie Wong                     | 2020. február 20. 2022. június 14.    | 5,99 millió |
| Meredith aggodalmának ad hangot DeLuca-val kapcsolatban, miután megszállottan kutatja páciensének problémáját. Miranda komoly döntést hoz, kivívva ezzel a vezető rezidens haragját. Amelia nehéz időket él meg várandóssága idején. Jo egyre inkább kétségbeesik, miután Alex nem ad életjelet magáról.                                               |     |                                                         |                     |                                |                                       |             |
| 357. | 15. | Hóvakság (Snowblind)                                    | Linda Klein         | Meg Marinis                    | 2020. február 27. 2022. június 14.    | 6,00 millió |
| Meredith és Carina megpróbálják megakadályozni, hogy Andrew a hóvihar idején gyalog menjen el egy donorszervért. Richard egyik döntésének majdnem végzetes következménye lesz. Bailey igyekszik segíteni a kórházban lábadozó Joey-nak, aki nevelőszülők hiányában könnyen elkallódhat. Teddy-t gyanús megérzés kínozza.                               |     |                                                         |                     |                                |                                       |             |
| 358. | 16. | Hagyd égve a lámpát! (Leave A Light On)                 | Debbie Allen        | Elizabeth Finch                | 2020. március 5. 2022. június 14.     | 6,30 millió |
| Jo, Bailey, Meredith és Richard váratlan levelet kapnak Alextől, amivel felkavarja az állóvizet. Jo élete gyökerestül megváltozni látszik, miközben Miranda és Ben komoly döntésre készülnek. |     |                                                         |                     |                                |                                       |             |
| 359. | 17. | Van élet a Marson? (Life on Mars?)                      | Michael Watkins     | Jase Miles-Perez               | 2020. március 12. 2022. június 14.    | 6,27 millió |
| Egy híres és gazdag feltaláló érkezik a kórházba, és Koracick segítségét kéri. Jo megpróbál hatni Linkre Ameliaval kapcsolatban. Teddy meggondolatlan lépést tesz, ami bajba sodorhatja közelgő esküvőjét Owennel. Richard olyan döntésre jut, ami megváltoztathatja a kórház eddigi működését.                                                        |     |                                                         |                     |                                |                                       |             |
| 360. | 18. | Jut is, marad is (Give a Little Bit)                    | Kevin McKidd        | Zoanne Clack                   | 2020. március 19. 2022. június 14.    | 7,04 millió |
| Meredetih probono műtéti napra készül rászorulók részére, de a körülmények nem a várt szerint alakulnak, így a páciensek türelme hamar fogyni kezd. DeLuca páciense egy kamasz lány, akiről úgy véli, hogy embercsempészek áldozata. Kétségbeesetten próbálja meggyőzni munkatársait és felettesét, kockázatos helyzetbe kerül.                        |     |                                                         |                     |                                |                                       |             |
| 361. | 19. | Életem szerelme (Love of My Life)                       | Allison Liddi-Brown | Kiley Donovan és Andy Reaser   | 2020. március 26. 2022. június 14.    | 6,52 millió |
| Richard lelkesen készül, hogy előadást tartson egy neves konferencián, de elterelik figyelmét a Catherine-nel kapcsolatos problémái. Maggie és Teddy ugyanazon a konferencián találkoznak a múltjukból származó emberekkel, míg doktor Hayes-ben szívbemarkoló emlékeket idéz a helyszín.                                                              |     |                                                         |                     |                                |                                       |             |
| 362. | 20. | Énekeld el! (Sing It Again)                             | Michael Watkins     | Jess Righthand                 | 2020. április 2. 2022. június 14.     | 7,18 millió |
| Richard állapota egyre aggasztóbb, Meredith, Bailey, Maggie és a többiek mindent elkövetnek, hogy kiderítsék mi állhat tüneteinek hátterében. Koracick fájdalmas emlékei felszakadnak, mikor volt felesége felkeresi, hogy a segítségét kérje. Amelia egy kockázatos műtét közben váratlanul rosszul lesz.                                             |     |                                                         |                     |                                |                                       |             |
| 363. | 21. | Mosolyogj! (Put on a Happy Face)                        | Deborah Pratt       | Mark Driscoll és Tameson Duffy | 2020. április 9. 2022. június 14.     | 7,33 millió |
| Owen és Teddy az esküvőjükre készülnek, Koracick viszont nehezményezi, hogy az utolsó pillanatban értesül a hírről. A kórházban DeLuca és Meredith éjt nappallá téve igyekeznek kideríteni Richard rejtélyes betegségét. Amelia és Link életük legnagyobb eseménye előtt állnak.                                                                       |     |                                                         |                     |                                |                                       |             |

## 17. évad (2020-2021)
| Sor. | Év. | Cím                                                                  | Rendező             | Író                                | Premier                             | Nézettség   |
| --- | --- | -------------------------------------------------------------------- | ------------------- | ---------------------------------- | ----------------------------------- | ----------- |
| 364. | 1.  | A jövő bulijai (All Tomorrow's Parties)                              | Debbie Allen        | Andy Reaser & Lynee E. Litt        | 2020. november 12. 2022. június 14. | 5,93 millió |
| A COVID-19 világjárvány elején a világ élete fenekestül felfordult, nincs ez másképp Meredith és a többi orvos életében sem: egy csapásra új frontvonalnál találják magukat. A káosz közepén Meredith ember feletti teljesítményt nyújt, miközben pácienseit sorban veszíti el. Webber úgy dönt, hogy szintén felveszi a harcot a járvánnyal szemben, ezért felépülését követően jelentkezik Mirandánál.                                                                         |     |                                                                      |                     |                                    |                                     |             |
| 365. | 2.  | Tarts ki! (The Center Won't Hold)                                    | Debbie Allen        | Andy Reaser & Jase Miles-Perez     | 2020. november 12. 2022. június 14. | 5,93 millió |
| Bailey egy vita kellős közepén találja magát amikor a várakozó helyen két apa verekedésbe keveredik, miközben a tűzben megsérült gyermekeikről várják a híreket. Winston váratlan meglepetéssel készül Maggienek, Amelia és Link pedig megpróbálják szülőként is ünnepelni egymást. Teddy értetlenül áll Owen távolságtartása előtt, ezért megpróbál több információt kiszedni volt vőlegényéből. Meredith Adrew tanácsára pihenni készül, mit sem sejtve az este folytatásáról. |     |                                                                      |                     |                                    |                                     |             |
| 366. | 3.  | A boldog vég (My Happy Ending)                                       | Kevin McKidd        | Meg Marinis                        | 2020. november 19. 2022. június 14. | 5,96 millió |
| Folytatódik a harc az ismeretlen vírussal szemben. Maggie és Amelia kétségbeesve próbálják támogatni Meredetih-et, miközben a betegség egyre jobban úrrá lesz rajta. Koracick miután kórházi posztjától megfosztottá válik, a gyakornokok élére kerül, mit sem sejtve a nap végén rá váró hírről. |     |                                                                      |                     |                                    |                                     |             |
| 367. | 4.  | Sosem leszel egyedül (You'll Never Walk Alone)                       | Allison Liddi-Brown | Julie Wong                         | 2020. december 3. 2022. június 14.  | 5,84 millió |
| Owennek egy olyan orvosi diagnózissal kell szembenéznie, amely több kihívást jelent számára, mint azt előre gondolta. Webbernek komoly döntést kell hoznia, mikor Meredith állapota egyre csak romlik a fertőzés miatt. Koracic megpróbálja hasznosan tölteni a bezártságának idejét, ám az idő múlásával csüggedésbe merül. Jackson és Jo úgy döntenek, hogy barátságukat magasabb szintre emelik.                                                                              |     |                                                                      |                     |                                    |                                     |             |
| 368. | 5.  | Harcolj a hatalommal (Fight the Power)                               | Michael W. Watkins  | Zoanne Clack                       | 2020. december 10. 2022. június 14. | 5,69 millió |
| Bailey rémálma megvalósulni látszik, mikor az egyik beérkező páciens közeli hozzátartozója. Koracic állapota rohamosan romlik, ezért kórházi ellátásra szorul. Jo bizonytalanná válik sebészi jövőjét illetőleg, ezért elhatározásra jut. |     |                                                                      |                     |                                    |                                     |             |
| 369. | 6.  | Nincs idő kétségbeesni (No Time for Despair)                         | Pete Chatmon        | Felicia Pride                      | 2020. december 17. 2022. június 14. | 5,66 millió |
| Webbernek óvintézkedést kell tennie, miután várhatóan megemelkedik a hozzájuk érkező páciensek száma. Meredtih állapotában változás áll be. A kórházba gyanús esettel érkezik két fiatal lány és egy férfi, akit emberkereskedelemmel vádolnak. |     |                                                                      |                     |                                    |                                     |             |
| 370. | 7.  | Tehetetlen remény (Helplessly Hoping)                                | Nicole Rubio        | Elisabeth R. Finch                 | 2021. március 11. 2022. június 14.  | 5,11 millió |
| Andrew nyomozásának nem várt fordulata lesz. Meredith állapota továbbra is válságos. Amelia vívódik, hogy őszintén valljon a gyerekeknek édesanyjuk állapotáról. |     |                                                                      |                     |                                    |                                     |             |
| 371. | 8.  | Ez már túl sok (It's All Too Much)                                   | Debbie Allen        | Adrian Wenner                      | 2021. március 18. 2022. június 14.  | 4,97 millió |
| Az újabb haláleset után mindenki Meredith felépülésében reménykedik. Baley csalódást okoz orvosai számára mikor boncolási jegyzőkönyvet kér az eset után. Amelia számonkéri Linket, miután úgy érzi, hogy titkai vannak előtte. |     |                                                                      |                     |                                    |                                     |             |
| 372. | 9.  | Az életemben (In My Life)                                            | Kevin McKidd        | Tameson Duffy                      | 2021. március 25. 2022. június 14.  | 4,99 millió |
| Teddy-t megviseli az elmúlt időszak, a sok átélt veszteség felidézi benne a múlt emlékeit. Amelia mindeközben úgy próbál meg segíteni a helyzeten, hogy igyekszik hatást gyakorolni Owenre: fogadja el a múlt történéseit, és bocsásson meg Teddynek. |     |                                                                      |                     |                                    |                                     |             |
| 373. | 10. | Lélegzet (Breathe)                                                   | Linda Klein         | Mark Driscoll                      | 2021. április 1. 2022. június 14.   | 4,55 millió |
| A kórházban Schmitt nehéz helyzetbe kerül, mikor súlyos állapotban lévő ismerősét kezelnie kell. A traumatológián korlátozott számban válik elérhetővé a lélegeztetőgép, ezért az orvosok versenyt futnak az idővel. Meredith állapotában elérkezik az a pont, amikor dönteniük kell: leveszik a lélegeztetőgépről, vagy sem. |     |                                                                      |                     |                                    |                                     |             |
| 374. | 11. | A bocsánatkérés nem mindig elég (Sorry Doesn’t Always Make It Right) | Giacomo Gianniotti  | Julie Wong                         | 2021. április 8. 2022. június 14.   | 4,83 millió |
| Jackson úgy dönt, hogy segíteni szeretne a fertőzött betegeken, nem számolva azzal, hogy ezzel másokat is veszélybe sodor. Hayes egyik páciense miatt versenyt fut az idővel, ezért Maggie szakmai tudására, és egy igazán kockázatos műtétre lenne szüksége. Amelia és Link váratlan helyzetben találják magukat. |     |                                                                      |                     |                                    |                                     |             |
| 375. | 12. | Új idők szele (Sign O' the Times)                                    | Michael Medico      | Jase Miles-Perez                   | 2021. április 15. 2022. június 14.  | 4,98 millió |
| Maggie izgatottan várja Winston érkezését, azonban egy megszakadt telefonhívás aggodalommal tölti el. Miközben a kórházba sorra hozzák a seattle-i tüntetések során megsebesült betegeket, Bailey egy olyan pácienssel kerül szembe, aki próbára teszi türelmét. Schmitt vészhelyzetben találja magát, ahol versenyt kell futnia az idővel és körülményeivel. |     |                                                                      |                     |                                    |                                     |             |
| 376. | 13. | Pokoli jó (Good as Hell)                                             | Michael Watkins     | Zoanne Clack                       | 2021. április 22. 2022. június 14.  | 4,81 millió |
| Jo megpróbálja rávenni Bailey-t, hogy szakterületet válthasson. Amelia közbeavatkozik Link páciensének kezelésébe. Teddy kétségbeesik, miután Meredith állapota nem javul, ezért végső megoldásra lesz szükség. |     |                                                                      |                     |                                    |                                     |             |
| 377. | 14. | Nézz fel, gyermek! (Look Up Child)                                   | Debbie Allen        | Elisabeth R. Finch & Felicia Pride | 2021. május 6. 2022. június 14.     | 4,93 millió |
| Jackson elérkezik életének egy fontos fordulópontjához. Elvonulása során két kulcsembert is felkeres az életéből, hogy kérdéseire megpróbáljon választ kapni. |     |                                                                      |                     |                                    |                                     |             |
| 378. | 15. | Hagyomány (Tradition)                                                | Kevin McKidd        | Jess Righthand                     | 2021. május 20. 2022. június 14.    | 4,58 millió |
| Jackson készen áll életének új fejezetére, ezért váratlan meglepetésként kezd búcsúzni a megszokott élettől. Koracick és Levi egy állapotos nő nagyapjának megmentéséért küzd, miközben egy másik élet megszületni készül. Meredith állapota egyre csak javul, Bailey és Richard eközben halogatja, hogy elmesélje DeLuca-val történteket. |     |                                                                      |                     |                                    |                                     |             |
| 379. | 16. | Még bírom (I'm Still Standing)                                       | Michael Watkins     | Meg Marinis & Andy Reaser          | 2021. május 27. 2022. június 14.    | 4,33 millió |
| Levi sikeresen bekerül az oltási kísérletbe. Amelia és Owen egy autóbalesetben megsérült pácienst látnak el, akinek bekövetkezett állapota komoly fejtörést okoz Amelia-nak. Jo elhatározza, Luna gyámjává válik. Meredith kételkedni kezd jövőjét illetőleg. |     |                                                                      |                     |                                    |                                     |             |
| 380. | 17. | Valaki megmentett ma este (Someone Saved My Life Tonight)            | Kevin McKidd        | Andy Reaser & Meg Marinis          | 2021. június 3. 2022. június 14.    | 4,76 millió |
| Maggie és Winston esküvőjének napja van. Eközben Meredith új szerepet tölt be a kórházban, Jo pedig élete megváltoztató döntést hoz. |     |                                                                      |                     |                                    |                                     |             |

## 18. évad (2021-2022)
| Sor. | Év. | Cím                                                                | Rendező             | Író                               | Premier                               | Nézettség   |
| --- | --- | ------------------------------------------------------------------ | ------------------- | --------------------------------- | ------------------------------------- | ----------- |
| 381. | 1.  | És kisüt a nap (Here Comes The Sun)                                | Debbie Allen        | Meg Marinis                       | 2021. szeptember 30. 2022. június 14. | 4,77 millió |
| A kórházban folyamatban Jackson utódjának keresése, azonban idő közben Meredith is döntéshelyzetbe kerül. Teddy és Owen esküvője tragédiába torkollik. Amelia és Link egyre távolabb kerülnek egymástól. |     |                                                                    |                     |                                   |                                       |             |
| 382. | 2.  | Valamilyen holnap (Some Kind of Tomorrow)                          | Kevin McKidd        | Felicia Pride                     | 2021. október 7. 2022. június 14.     | 4,04 millió |
| Meredith Amelia tanácsát kéri a kísérleti üggyel kapcsolatban. Richard versenynek veti alá a rezidens éket. Winston veseelégtelenséggel küzdő pácienséért száll harcba. |     |                                                                    |                     |                                   |                                       |             |
| 383. | 3.  | Pokoli hőség (Hotter Than Hell)                                    | Chandra Wilson      | Jamie Denbo                       | 2021. október 14. 2022. június 14.    | 4,05 millió |
| A rezidensek izgatottan várják ki tarthatja majd aznapi megbeszélésüket. Egy régi ismerős visszatér a Grey Sloan intézményébe. A seattle-i orvosok komoly ellenfélre találnak a tomboló hőségben: életmentő műtétek, és sorsok forognak kockán.                                                                     |     |                                                                    |                     |                                   |                                       |             |
| 384. | 4.  | Kis segítséggel a barátaimtól (With a Little Help From My Friends) | Michael Watkins     | Jess Righthand                    | 2021. október 21. 2022. június 14.    | 3,91 millió |
| Bailey aggályát fejezi ki az ötlettel kapcsolatban, mikor Richard új módszerrel áll elő: hogy a rezidensek minél gyorsabban fejlődhessenek, önálló műtéteken vehetnek részt. Owen szívén viseli a veteránok ügyét, ezért mindent elkövet, hogy vezetőjüket megmentse. Az egyik rezidens súlyos hibát vét a műtőben. |     |                                                                    |                     |                                   |                                       |             |
| 385. | 5.  | Visszafojt és robban (Bottle Up and Explode!)                      | Lindsay Cohen       | Kiley Donovan & Beto Skubs        | 2021. november 11. 2022. június 14.   | 4,75 millió |
| Egy váratlan robbanás zavarja meg a Grey Sloan működését. Bailey férjéért aggódva figyeli a híreket, míg Owenbe régi emlékeket idéz. Meredith akadályba ütközik a kutatásban, mikor egy új szakember csatlakozik hozzájuk.                                                                                          |     |                                                                    |                     |                                   |                                       |             |
| 386. | 6.  | Mindennap ünnep veled (Everyday Is a Holiday (With You))           | Tony Phelan         | Meg Marinis                       | 2021. november 18. 2022. június 14.   | 4,18 millió |
| Elérkezik a hálaadás napja, Meredith hazaútja akadályba ütközik. Amelia számára váratlan segítség érkezik. Owen segítségére szorul egy rég látott ismerős a kórházban. Miranda elérzékenyül az ünnep hatására. |     |                                                                    |                     |                                   |                                       |             |
| 387. | 7.  | Mesébe illő nap (Today Was A Fairytale)                            | Debbie Allen        | Julie Wong                        | 2021. december 9. 2022. június 14.    | 3,65 millió |
| Dr. Hamilton Meredithen vezeti le a feszültségét, mikor a kutatási eredmények nem a várt szerint alakulnak. Nick egy közeli barátja életéért aggódik. Link és Jo elviszi gyermekeiket egy mesebeli színházi előadásra, amely rosszul sül el.                                                                        |     |                                                                    |                     |                                   |                                       |             |
| 388. | 8.  | Kis karácsony, nagy karácsony (It Came Upon a Midnight Clear)      | Michael Watkins     | Jase Miles-Perez                  | 2021. december 16. 2022. június 14.   | 4,20 millió |
| Link vallomással készül Amelia-nak, mit sem sejtve a háttérben zajló folyamatokról. Schmitt önálló műtétje nem a várt szerint alakul. Owen, Teddy és Cormac reménykeltő útra indulnak egy közös cél érdekében. |     |                                                                    |                     |                                   |                                       |             |
| 389. | 9.  | Nincs itt a halál ideje (No Time To Die)                           | Linda Klein         | Krista Vernoff                    | 2022. február 24. 2022. június 14.    | 4,65 millió |
| A balesetet követően veszélybe kerül Faruk élete. Schmitt veszélybe sodorja saját magát a műtőben történtek miatt. Linket megviseli egy közös munka Amelia-val, miután rajtakapta valaki mással. |     |                                                                    |                     |                                   |                                       |             |
| 390. | 10. | Élet a meghasonlott házban (Living In A House Divided)             | Allison Liddi-Brown | Jamie Denbo                       | 2022. március 3. 2022. június 14.     | 3,95 millió |
| Schmitt szembesül a Betegség és Halálozás konferenciával. Hayes anélkül búcsúzik, hogy felfedné távozásának valódi okát. Hunt és Farouk állapota a műtétek után javulni kezd. Jo elismeri Link iránti érzelmeit. |     |                                                                    |                     |                                   |                                       |             |
| 391. | 11. | Örökség (Legacy)                                                   | Kevin McKidd        | Mark Driscoll                     | 2022. március 10. 2022. június 14.    | 3,87 millió |
| Meredith, Amelia és a csapat készen áll Dr. Hamilton régóta várt úttörő műtétére készülnek. Owen türelmetlensége megnehezíti felépülését. Richard megpróbál segíteni Levi állapotán. |     |                                                                    |                     |                                   |                                       |             |
| 392. | 12. | Énjeink (The Makings of You)                                       | Debbie Allen        | Felicia Pride                     | 2022. március 17. 2022. június 14.    | 3,60 millió |
| Nick és Meredith egy romantikus hétvégét terveznek együtt tölteni, mit sem sejtve a rájuk váró meglepetésről. Maggie egy gyanús levelet kap kézhez a múltból, miközben Meredith gyermekeire vigyáznak Winstonnal. Amelia és Kai közötti kapcsolat egyre szorosabbá válik.                                           |     |                                                                    |                     |                                   |                                       |             |
| 393. | 13. | Nyomás alatt (Put the Squeeze On Me)                               | Allison Liddi-Brown | Julie Wong                        | 2022. március 24. 2022. június 14.    | 4,24 millió |
| Richard elgondolkodik sebészi képességein. Jo-t elbűvöli páciense bátyja, Megan arra készteti Teddyt és Owent, hogy beszéljék meg a problémáikat. A házi piton a műsor fő nevezetessége. Graynek Dr. Hamilton előléptetést és további finanszírozást ajánl fel.                                                     |     |                                                                    |                     |                                   |                                       |             |
| 394. | 14. | Úton (Road Trippin)                                                | Linda Klein         | Beto Skubs                        | 2022. március 31. 2022. június 14.    | 3,93 millió |
| A Gray Sloan Memorial-ban a feszültség fokozódik, ahogy az orvoshiány hatásai kezdenek megmutatkozni. Meredith nehezen megy el a munkából, mivel az egyik beteg egy napot tölt otthon Zolával, a kórház váratlan látogatót fogad.                                                                                   |     |                                                                    |                     |                                   |                                       |             |
| 395. | 15. | Próbatétel (Put It to the Test)                                    | Kevin McKidd        | Zoanne Clack                      | 2022. április 7. 2022. június 14.     | 4,21 millió |
| Bailey a határon táncol, amiért egy akkreditációs tanács felülvizsgálja a rezidensprogramot. Nick visszatér Seattle-be, hogy Meredith-szel egy első ilyen műtétet hajtson végre, Levi pedig kénytelen szembenézni a valósággal, amikor édesanyja megsérül.                                                          |     |                                                                    |                     |                                   |                                       |             |
| 396. | 16. | Menjek vagy maradjak? (Should I Stay or Should I Go)               | Michael Watkins     | Jase Miles-Perez & Jess Righthand | 2022. május 5. 2022. június 14.       | 3,90 millió |
| Bailey egészségi állapota romlani kezd a ránehezedő nyomástól, ezért sürgős döntést kell hoznia. Addison visszatér a Grey Sloan-be egy úttörőnek ígérkező esettel. Richard és Meredith között feszült helyzet alakul ki.                                                                                            |     |                                                                    |                     |                                   |                                       |             |
| 397. | 17. | Kiállok érted (I'll Cover You)                                     | Debbie Allen        | Emily Culver & Kiley Donovan      | 2022. május 12. 2022. június 14.      | 3,60 millió |
| Link egy korábbi páciense, Simon, a sürgősségi osztályon van terhes feleségével, és Bailey ajánlatot kap Nicktől. |     |                                                                    |                     |                                   |                                       |             |
| 398. | 18. | Erősebb, mint a gyűlölet (Stronger Than Hate)                      | Chandra Wilson      | Julie Wong                        | 2022. május 19. 2022. június 14.      | 3,80 millió |
| Nick tiszteletére vacsorát rendeznek a testvérházban. Eközben a Gray Sloan Memorial egy brutális gyűlöletbűncselekmény áldozatát fogadja. |     |                                                                    |                     |                                   |                                       |             |
| 399. | 19. | Vérre megy (Out for Blood)                                         | Kevin McKidd        | Meg Marinis                       | 2022. május 26. 2022. június 14.      | 4,19 millió |
| A vérhiány miatt a Grey Sloan Memorial önkéntes véradóközpontot hoz létre. Eközben Nick Meredith segítségét kéri a betegével kapcsolatban, Winston pedig a bátyjával való kapcsolatán dolgozik. |     |                                                                    |                     |                                   |                                       |             |
| 400. | 20. | Véreink (You Are the Blood)                                        | Debbie Allen        | Krista Vernoff                    | 2022. május 26. 2022. június 14.      | 4,19 millió |
| A Grey Sloan Memorialban továbbra is vérhiány van. Eközben Meredith kockázatos döntést hoz egy beteggel kapcsolatban, és kiderül, hogy Owen mit tesz veterán társainak megsegítésére. |     |                                                                    |                     |                                   |                                       |             |

## 19. évad (2022-2023)
| Sor. | Év. | Cím                                                    | Rendező              | Író                          | Premier                               | Nézettség   |
| --- | --- | ------------------------------------------------------ | -------------------- | ---------------------------- | ------------------------------------- | ----------- |
| 401. | 1.  | Minden megváltozott (Everything Has Changed)           | Debbie Allen         | Krista Vernoff               | 2022. október 6. 2022. október 26.    | 3,80 millió |
| Hat hónap elteltével egy új gyakornoki csapat kezdi meg képzését a kórházban, miközben ismert arcok is feltűnnek. Linc kellemetlen helyzetbe kerül, míg Schmitt egy új pozíciót kap. |     |                                                        |                      |                              |                                       |             |
| 402. | 2.  | Váratlan események (Wasn't Expecting That)             | Pete Chatmon         | Meg Marinis                  | 2022. október 13. 2022. november 2.   | 3,32 millió |
| Két egyetemista rejtélyes tünetegyüttese feladja a leckét a tanulók és a sokat látott orvosok számára. Maggie és Winston között munkahelyi konfliktus alakul ki, míg Meredith és Nick közti távolság is egyre csak nő. Miranda és Jo baba-mama programon vesznek részt.                              |     |                                                        |                      |                              |                                       |             |
| 403. | 3.  | Beszéljünk a szexről (Let's Talk About Sex)            | Kevin McKidd         | Michelle Lirtzman            | 2022. október 20. 2022. november 9.   | 3,58 millió |
| Hogy felhívják a figyelmet a szexuális egészségre, Bailey a gyakornokok segítségét kéri. Simone nagymamájának váratlan feltűnése nehéz helyzetet teremt. Kai és a többiek rájönnek Zola különleges képességeire.                                                                                     |     |                                                        |                      |                              |                                       |             |
| 404. | 4.  | Kísértések (Haunted)                                   | Amyn Kaderali        | Jamie Denbo                  | 2022. október 27. 2022. november 16.  | 3,48 millió |
| Elérkezik a Halloween este a kórházban. Levi a túlterheltség miatt stresszes, Winston és Owen pedig egy különleges feladattal lepi meg a rezidenseket. Meredith és Nick megpróbálnak együtt eltölteni egy kis időt kettesben, miközben Meredith váratlan telefonhívást kap.                          |     |                                                        |                      |                              |                                       |             |
| 405. | 5.  | A határon (When I Get to the Border)                   | Jesse Williams       | Julie Wong                   | 2022. november 3. 2022. november 23.  | 3,13 millió |
| Bailey és Addison önkéntesként jelentkeznek egy központban, ahol nőknek igyekeznek segíteni. Egy váratlan telefonhívás miatt azonban versenyt kell fussanak az idővel. Lucas egyre félreérthetőbb helyzetbe kerül. Meredith egy újabb válaszút elé ér.                                               |     |                                                        |                      |                              |                                       |             |
| 406. | 6.  | Égszakadás, földindulás (Thunderstruck)                | Michael Watkins      | Jase Miles-Perez             | 2022. november 10. 2022. november 30. | 3,72 millió |
| Hatalmas vihar csap le a városra, emiatt a kórházba érkező sebesültek száma rohamosan nő. Winston új irányt szeretne venni karrierjében, ám Maggie ezt nem nézi jó szemmel. Nick nehezményezi, hogy Meredetih nélküle hozott döntést.                                                                |     |                                                        |                      |                              |                                       |             |
| 407. | 7.  | Követem a napot (I'll Follow the Sun)                  | Debbie Allen         | Krista Vernoff               | 2023. február 23. 2023. március 8.    | 3,60 millió |
| Elérkezik Meredith utolsó napja, ennek alkalmából kollégái meglepetéssel készülnek. Winston és Maggie között ismét feszültség keletkezik. Nick versenyt fut az idővel szerelméért. |     |                                                        |                      |                              |                                       |             |
| 408. | 8.  | Sztárok (All Star)                                     | Allison Liddi-Brown  | Briana Belser                | 2023. március 2. 2023. március 15.    | 3,08 millió |
| Teddy meghoz egy fontos döntést. Maggie és Winston tűzszünetet hirdetnek. Link egy híres sportoló megműtésére készül. Simone-hoz egy váratlan látogató állít be. |     |                                                        |                      |                              |                                       |             |
| 409. | 9.  | A szeretet nem kerül semmibe (Love Don't Cost a Thing) | Kevin McKidd         | Jess Righthand               | 2023. március 9. 2023. március 22.    | 3,18 millió |
| Simone a múltjából visszatérő személy miatt választásra kényszerül. Lucas és Mika izgalmasnak ígérkező partit rendeznek. Blue és Jules egy kockázatos esetnél segédkeznek. |     |                                                        |                      |                              |                                       |             |
| 410. | 10. | Női vonal (Sisters Are Doin' It for Themselves)        | Linda Klein          | Tameson Duffy                | 2023. március 16. 2023. március 29.   | 3,46 millió |
| Catherine visszatér a kórházba egy műtéti eset miatt, amin végül Lucas és Kwan is részt vehet. Owennek bizonyítania kell, hogy visszakaphassa engedélyét, azonban a körülmények ellene munkálkodnak. Jules tehetetlenül érzi magát, miután páciensének állapota romlani kezd.                        |     |                                                        |                      |                              |                                       |             |
| 411. | 11. | Kiképzés (Training Day)                                | Kim Raver            | Meg Marinis & Julie Wong     | 2023. március 23. 2023. április 5.    | 3,36 millió |
| Addison rejtőzködve érkezik meg a klinikára, miközben tüntető tömeg veszi körül az intézményt. Maggie tüdőátültetési műtétje váratlan akadályba ütközik. Nick felkarolja Lucas-t, és megpróbálja motiválni.                                                                                          |     |                                                        |                      |                              |                                       |             |
| 412. | 12. | Szedd össze magad! (Pick Yourself Up)                  | Kevin McKidd         | Scott D. Brown               | 2023. március 30. 2023. április 12.   | 3,70 millió |
| A klinikán történt sokkoló események után a kórházat lezárják, a Grey Sloan orvosai pedig szétválnak, hogy több életet is megmenthessenek. Maggie egy újságcikk miatt nehéz helyzetbe kerül Winstonnal, Jules szobatársa pedig váratlanul felbukkan.                                                 |     |                                                        |                      |                              |                                       |             |
| 413. | 13. | A tehenészlányok nem sírnak (Cowgirls Don't Cry)       | Chandra Wilson       | Mark Driscoll                | 2023. április 6. 2023. április 19.    | 3,31 millió |
| Maggie és Winston párterápiáját egy sürgős eset szakítja félbe: a kórházba egy súlyosan sérült kislányt hoznak, akinek az élete a rodeó. Simone és Adams Webber utasításával mennek szembe. Miranda a támadást követően komoly figyelmeztetést kap.                                                  |     |                                                        |                      |                              |                                       |             |
| 414. | 14. | A szerelem árnyai (Shadow of Your Love)                | Allison Liddi-Brown  | Beto Skubs                   | 2023. április 13. 2023. április 26.   | 3,15 millió |
| 415. | 15. | Mama, aki untatott engem (Mama Who Bore Me)            | Linda Klein          | Alyssa Margarite Jacobson    | 2023. április 13. 2023. május 3.      | 3,15 millió |
| Schmitt mindent elkövet, hogy az egyik kis páciense álmát megvalósítsa. Jo nehéz időszakon megy keresztül, ezért Link megpróbálja támogatni. Maggie és Winston döntenek a jövőjükről. |     |                                                        |                      |                              |                                       |             |
| 416. | 16. | Puskapor és ólom (Gunpowder and Lead)                  | Morenike Joela Evans | Michelle Lirtzman            | 2023. április 20. 2023. május 10.     | 3,35 millió |
| Amelia a személyes problémáit a munkatársain vezeti le, ezért Addison figyelmezteti. A sürgősségin egy páciens nagy felfordulást okoz. Bailey elleni nyomás egyre nagyobb alakot ölt. Lucas és Jules kockázatos döntést hoznak egy beteggel kapcsolatban, Yasuda eközben kiégéssel küzd.             |     |                                                        |                      |                              |                                       |             |
| 417. | 17. | Szállj velem! (Come Fly With Me)                       | Amyn Kaderali        | Kingsley Ume                 | 2023. május 4. 2023. május 17.        | 3,10 millió |
| Owen és Link között feszült helyzet alakul ki az egyik páciens miatt. Teddy összehívja a vezetőket, hogy megpróbálják megoldani a rezidensek helyzetét. Nick felnyitja Lucas szemét egy eddig ismeretlen problémával kapcsolatban.                                                                   |     |                                                        |                      |                              |                                       |             |
| 418. | 18. | Futásra készen (Ready to Run)                          | Allison Liddi-Brown  | Julie Wong                   | 2023. május 11. 2023. május 24.       | 2,99 millió |
| Richard és Teddy izgalmas bejelentést tesznek a kórházban. Jules igyekszik barátja, Maxine mellett lenni, azonban Bailey számára kezd gyanússá válni a kapcsolatuk. Link féltékennyé válik miután páciensük udvarolni kezd Jo-nak. Simone válaszút elé érkezik.                                      |     |                                                        |                      |                              |                                       |             |
| 419. | 19. | Esküvőre harangoznak (Wedding Bell Blues)              | Kevin McKidd         | Krista Vernoff & Meg Marinis | 2023. május 18. 2023. május 31.       | 3,02 millió |
| Elérkezik Simone esküvőjének napja, azonban furcsábbnál furcsább események bizonytalanítják el az arát. A sebészek Bostonba repülnek, Amelia és Winston között lévő feszültség tovább fokozódik. Kwan egy rejtélyes esettel néz szembe, miközben Maxine állapotában váratlan fordulat következik be. |     |                                                        |                      |                              |                                       |             |
| 420. | 20. | És boldogan éltek? (Happily Ever After?)               | Debbie Allen         | Meg Marinis                  | 2023. május 18. 2023. május 31.       | 3,02 millió |
| Bostonban Nick úgy dönt, hogy felkeresi Meredith otthonát. Richard a repülőgépen történtek után vívódik magával. Link őszintén vall érzelmeiről Jo-nak. Yasuda, Lucas és Simone nehéz helyzetben találják magukat a műtőben.                                                                         |     |                                                        |                      |                              |                                       |             |

## 20. évad (2024)
| Sor. | Év. | Cím                    | Rendező              | Író                             | Premier                             | Nézettség   |
| ---- | --- | ---------------------- | -------------------- | ------------------------------- | ----------------------------------- | ----------- |
| 421. | 1.  | We've Only Just Begun  | Kevin McKidd         | Meg Marinis                     | 2024. március 14. 2024. március 28. | 3,62 millió |
| 422. | 2.  | Keep the Family Close  | Allison Liddi-Brown  | Briana Belser és Jess Righthand | 2024. március 21. 2024. április 4.  | 3,50 millió |
| 423. | 3.  | Walk on the Ocean      | Debbie Allen         | Mark Driscoll és Beto Skubs     | 2024. március 28. 2024. április 11. | 3,26 millió |
| 424. | 4.  | Baby Can I Hold You    | Morenike Joela Evans | Jase Miles-Perez                | 2024. április 4. 2024. április 18.  | 3,23 millió |
| 425. | 5.  | Never Felt So Alone    | Debbie Allen         | Tameson Duffy és Kingsley Ume   | 2024. április 11. 2024. április 25. | 3,25 millió |
| 426. | 6.  | The Marathon Continues | Amyn Kaderali        | Sandra Hamada                   | 2024. május 2. 2024. május 16.      | 2,92 millió |
| 427. | 7.  | She Used to Be Mine    | Debbie Allen         | Scott D. Brown és Jamie Denbo   | 2024. május 9. 2024. május 23.      | 3,07 millió |
| 428. | 8.  | Blood, Sweat and Tears | Chandra Wilson       | Megan Chan Meinero              | 2024. május 16. 2024. május 30.     | 2,75 millió |
| 429. | 9.  | I Carry Your Heart     | Kevin McKidd         | Michelle Lirtzman               | 2024. május 23. 2024. június 6.     | 3,02 millió |
| 430. | 10. | Burn It Down           | Debbie Allen         | Julie Wong                      | 2024. május 30. 2024. június 13.    | 3,48 millió |

## 21. évad (2024-2025)
| Sor. | Év. | Cím                                        | Rendező              | Író                             | Premier                                | Nézettség   |
| ---- | --- | ------------------------------------------ | -------------------- | ------------------------------- | -------------------------------------- | ----------- |
| 431. | 1.  | If Walls Could Talk                        | Debbie Allen         | Meg Marinis                     | 2024. szeptember 26. 2024. október 10. | 2,70 millió |
| 432. | 2.  | Take Me to Church                          | Kevin McKidd         | Michelle Lirtzman               | 2024. október 3. 2024. október 17.     | 2,51 millió |
| 433. | 3.  | I Can See Clearly Now                      | Victoria Mahoney     | Mark Driscoll                   | 2024. október 10. 2024. október 24.    | 2,36 millió |
| 434. | 4.  | This One's for the Girls                   | Debbie Allen         | Briana Belser                   | 2024. október 17. 2024. október 31.    | 2,04 millió |
| 435. | 5.  | You Make My Heart Explode                  | Vanessa Parise       | Zoanne Clack                    | 2024. október 24. 2024. november 7.    | 2,17 millió |
| 436. | 6.  | Night Moves                                | Billie Woodruff      | Jase Miles-Perez                | 2024. november 7. 2024. november 28.   | 2,04 millió |
| 437. | 7.  | If You Leave                               | Allison Liddi-Brown  | Tameson Duffy                   | 2024. november 14. 2024. december 5.   | 2,13 millió |
| 438. | 8.  | Drop It Like It's Hot                      | Kevin McKidd         | Jess Righthand                  | 2024. november 21. 2024. december 12.  | 2,28 millió |
| 439. | 9.  | Hit the Floor                              | Linda Klein          | Jamie Denbo                     | 2025. március 6. 2025. március 27.     | 2,24 millió |
| 440. | 10. | Jump (for My Love)                         | Jesse Williams       | Julie Wong                      | 2025. március 13. 2025. április 3.     | 1,96 millió |
| 441. | 11. | I Still Haven’t Found What I’m Looking For | Allison Liddi-Brown  | Carol Brown                     | 2025. március 20. 2025. április 10.    | 2,39 millió |
| 442. | 12. | Ridin' Solo                                | Kevin McKidd         | Sandra Hamada                   | 2025. március 27. 2025. április 17.    | 2,42 millió |
| 443. | 13. | Don't You (Forget About Me)                | Kim Raver            | Julie Wong és Michelle Lirtzman | 2025. április 3. 2025. április 24.     | 2,12 millió |
| 444. | 14. | Love in the Ice Age                        | Morenike Joela Evans | Kingsley Ume                    | 2025. április 10. 2025. május 1.       | 2,02 millió |
| 445. | 15. | Bust Your Windows                          | Lisa Leone           | Scott D. Brown                  | 2025. április 17. 2025. május 8.       | 1,88 millió |
| 446. | 16. | Papa Was a Rollin' Stone                   | Chandra Wilson       | Jess Righthand                  | 2025. május 1. 2025. május 15.         | 2,04 millió |
| 447. | 17. | Love You Like a Love Song                  | Kevin Mckidd         | Michelle Lirtzman és Julie Wong | 2025. május 8. 2025. május 22.         | 2,04 millió |
| 448. | 18. | How Do I Live                              | Debbie Allen         | Meg Marinis                     | 2025. május 15. 2025. május 29.        | 2,28 millió |

## 22. évad (2025-2026)
| Sor. | Év. | Cím | Rendező      | Író         | Premier            | Nézettség |
| ---- | --- | --- | ------------ | ----------- | ------------------ | --------- |
| 449. | 1.  | ?   | Debbie Allen | Meg Marinis | 2025. október 9.   |           |
| 450. | 2.  | ?   | Kevin McKidd |             | 2025. október 16.  |           |
| 451. | 3.  | ?   |              |             | 2025. október 23.  |           |
| 452. | 4.  | ?   |              |             | 2025. október 30.  |           |
| 453. | 5.  | ?   |              |             | 2025. november 6.  |           |
| 454. | 6.  | ?   |              |             | 2025. november 13. |           |